# Credera
Credera (Credéra in dialetto cremasco) è la sede del comune lombardo di Credera Rubbiano.
Al censimento del 21 ottobre 2001 contava 678 abitanti.

## Geografia fisica
Il centro abitato è sito a 70 metri sul livello del mare.

## Storia
La località è un piccolo borgo agricolo di antica origine, da sempre parte del territorio cremasco.
In età napoleonica (1807) Credera fu aggregata al comune di Moscazzano; recuperò l'autonomia con la costituzione del Regno Lombardo-Veneto (1816).
All'Unità d'Italia (1861) contava 894 abitanti. Nel 1868 fu aggregato a Credera il comune di Rovereto.
Il comune di Credera fu fuso nel 1928 al comune di Rubbiano, a formare il comune di Credera Rubbiano.
È stato dichiarato borgo più vivibile d'Italia nel Febbraio 2025